# إزيكييل كاربالو
إزيكييل كاربالو (بالإسبانية: Ezequiel Carballo)‏ (10 نوفمبر 1989 في الأرجنتين - ) هو لاعب كرة قدم أرجنتيني في مركز الهجوم. لعب مع سنترال إسبانيول و9 de Julio de Morteros ‏.

## وصلات خارجية
- إزيكييل كاربالو على موقع قاعدة بيانات كرة القدم.إي يو (الإنجليزية)
- إزيكييل كاربالو على موقع Soccerway.com (الإنجليزية)